# Sexy Second
《Sexy Second》(섹시 세컨드)는 Sexy Zone의 2번째 정규 음반이다.

## 개요
전작 《one Sexy Zone》으로부터, 약 1년 3개월 만의 음반이다.

## 수록곡

### CD
1. Sexy Second（Introduction） [1:35]
(작곡·편곡: 이쿠타 마신)
2. We Gotta Go [4:52]
(작사: 코바야시 코메이/ 작곡: Fredrik “Figge” Bostrom, 카와구치 스스무 / 편곡: 이쿠타 마신)
3. ぶつかっちゃうよ / 부딪혀버린다 [4:25]
(작사: MIURA YOSHIKO / 작곡: Scott Kingston, Joakim Bjornberg, Christofer Erixon, Takashi Ohmama / 편곡: 스즈키 “Daichi” 히데유키)
4. 4 Seasons [4:39]
(작사: miyakei / 작곡: HIKARI, DAICHI / 편곡: 이쿠타 마신)
5. BAD BOYS [4:25]
(작사: ENA☆ / 작곡: DAICHI, Kinboom / 편곡: 이쿠타 마신)
  - 4th 싱글. 닛폰 TV 계열 드라마 《BAD BOYS J》 주제가.
6. Ghost〜君は幻〜 / Ghost~넌 환상~ [4:22]
(작사: 코바야시 코메이 / 작곡: Tommy Clint / 편곡: Tommy Clint)
7. Congratulations [4:33]
(작사: zopp / 작곡: Samuel Waermo, Stefan Ekstedt / 편곡: 요시오카 타쿠)
8. バィバィDuバィ〜See you again〜 / 바이바이Du바이~See you again~ [4:10]
(작사: 코바야시 코메이 / 작곡: 니혼진, bansei. / 편곡: 스즈키 “Daichi” 히데유키)
  - 5th 싱글. 후지 TV 계열 《초잠입! 리얼 스코프 하이퍼》 테마 송.
9. Shout!! [4:24]
(작사: 마츠이 고로 / 작곡: 마카이노 코지 / 편곡: 이쿠타 마신)
  - 후지 TV 계열 《봄 고교 배구 2014》 이미지 송.
10. そばにいるよ / 곁에 있어 [5:08]
(작사: 마츠이 고로 / 작곡: Steven Lee, Fredrik Hult, Andreas Oberg / 편곡: Fredrik Hult)
11. Be Free [4:32]
(작사: 코바야시 코메이 / 작곡: Kim Jun Hwi / 편곡: 이시즈카 토모키)
12. Real Sexy! [4:16]
(작사: 마츠이 고로 / 작곡: 마카이노 코지 / 편곡: 타테야마 아키유키)
  - 4th 싱글. 후지 TV 계열 《초잠입! 리얼 스코프 하이퍼》 테마 송.
13. ドキドキBreak Out!! / 두근두근 Break Out!! [4:28]
(작사·작곡: 2ndlifecrew / 편곡: 타테야마 아키유키)
14. A MY GIRL FRIEND [4:41]
(작사: 노지마 신지 / 작곡: 타니구치 나오히사 / 편곡: 이쿠타 마신)
  - 5th 싱글. 닛폰 TV 계열 드라마 《49》 주제가.
15. 私のオキテ / 나의 규칙 [3:40] - 치킨바스켓츠 ※초회한정반 A·B만 수록된 보너스 트랙
(작사: 노지마 신지 / 작곡: 사카와 켄이치 / 편곡: 이쿠타 마신)
  - 닛폰 TV 계열 드라마 《49》 삽입곡.

### DVD

#### 초회 한정반 A
1. 〈바이바이Du바이~See you again~〉 Music Clip (in Dubai ver.)
2. Special Movie ＆ Interview in Dubai

#### 초회 한정반 B
1. 〈We Gotta Go〉 Music Clip
2. Making of 〈We Gotta Go〉 ＆ Jacket Shooting